# Tour della nazionale maschile di rugby a 15 dell'Australia 1934
Nel 1934 la nazionale universitaria australiana di rugby a 15, si reca in Asia per un lungo tour
| Osaka 29 gennaio 1934 | Kansai | 15 – 33 | Australia Universitaria | Koshien Ground |

| Tokyo 1º febbraio 1934 | Keio University | 16 – 8 | Australia Universitaria |  |

| Tokyo 4 febbraio 1934 | Melji University | 34 – 8 | Australia Universitaria |  |

| Kobe 8 febbraio 1934 | Waseda University | 6 – 21 | Australia Universitaria |  |

| Tokyo 11 febbraio 1934 | Giappone | 8 – 18 | Australia Universitaria |  |

| Doshiba 15 febbraio 1934 | Doshlsha University | 11 – 23 | Australia Universitaria |  |

| Osaka 18 febbraio 1934 | Giappone | 14 – 9 | Australia Universitaria | (Hanazono) |

| Hong Kong 23 febbraio 1934 | Hong Kong | 3 – 3 | Australia Universitaria |  |

| Hong Kong febbraio 1934 | Hong Kong | 11 – 5 | Australia Universitaria |  |